# 케리 벤티볼리오
케리 벤티볼리오(Kerry Bentivolio, 본명: 케리 린 벤티볼리오, Kerry Lynn Bentivolio, 1951년 10월 6일 ~ )는 2013년부터 2015년까지 재임한 미시간주 11선거구의 전 미국 하원의원이었던 미국의 정치인이자 교육자이다. 벤티볼리오는 변호사 데이비드 트로트의 두 번째 임기에 대한 공화당 후보 지명에서  2012년 11월 6일 선거에서 패배했다. 그는 2014년 11월 총선을 위해 기명투표 운동을 시작했지만 다시 트로트에게 패했다. 트로트가 2018년에 재선을 구하지 않겠다고 발표한 후 벤티볼리오는 다시 11지구 선거를 구했지만 예비 선거에서 마지막으로 마쳤다. 2019년 10월, 벤티볼리오는 2020년 선거에서 민주당 헤일리 스티븐스를 상대로 전 의원직에 다시 출마하겠다고 발표했다. 벤티볼리오는 공화당 예비 선거에서 3위를 차지했다.
벤티볼리오는 20년 동안 자동차 산업에서 디자이너로 일한 후 학교와 기관에서 15년 동안 가르쳤다. 그는 베트남 전쟁, 걸프 전쟁, 이라크 전쟁에 참전한 퇴역 군인이다.